# Решетилівка
Решети́лівка — місто в Україні, адміністративний центр Решетилівської міської громади Полтавського району Полтавської області. Решетилівка відома із середини XVII століття. Статус міста з 2017 року. Один із найвідоміших сучасних центрів народних промислів України, що набув розквіту у XIX столітті.

## Географія
Місто Решетилівка розташоване на берегах річки Говтва (притоки річки Псел) при злитті річок Вільхової та Грузької Говтви, за 38 км від обласного центру та за 11 км від залізничної станції Решетилівка. На відстані до 1 км від селища розташовані села Прокопівка, Шкурупіївка, Хоружі та Сені. Через селище пролягають автошляхи міжнародного та національного значення М03E40 та Н31.

## Походження назви
Згідно з найвідомішою легендою, якої дотримувався український історик, статистик та етнограф XIX століття Микола Арандаренко у «Записках о Полтавской губернии составленых 1846 году», засновником Решетилівки був козак-пластун Решетило, який мав у цій місцевості пасіку та хутір. За іншою версією, назва Решетилівки походить від вислову «решетити тканину», тобто з'єднувати два шматки матерії мережками. Щоб замаскувати шви, тканину «решетили» (змережували). Згідно з цією гіпотезою, продовженням давньої мережки є сучасна вишивка білим на білому. Саме від вислову «решетити», на думку решетилівського художника Євгена Пілюгіна, і походить назва міста Решетилівка.

## Історія
Решетилівка та її околиці сягають корінням у сиву давнину. Свідчення цьому пам'ятки археології, найдавніший з яких датовано добою неоліту, ряд об'єктів належить до доби бронзи та раннього залізного віку.

### XVII—XVIII століття
Решетилівка як поселення, ймовірно, виникла наприкінці XVI — на початку XVII століття й була під володінням шляхтича Речі Посполитої, польного гетьмана коронного Станіслава Конецпольського.
Перша документальна згадка про селище Решетилівка датується 1 травня 1638 року у зв'язку із селянсько-козацьким повстанням під проводом Дмитра Гуні та Якова Острянина.
Другою за часом писемною згадкою про Решетилівку є її позначення на Загальній карті України відомого французького інженера й картографа Гійома Левассера де Боплана, надрукованій у Гданську (Данцігу) 1648 року.
Не залишилась Решетилівка осторонь визвольної війни українського народу (1648—1657 рр.), під час якої перебувала у складі Балакліївської сотні. Пізніше Решетилівка стала сотенним містечком Полтавського полку. На той час це було вже досить значне поселення, згуртоване навколо дерев'яної, з земляним валом і ровом, фортеці (Решетилівська фортеця).

Решетилівка та навколишні села і хутори на карті 1857 року

Решетилівська фортеця, споруджена на початку XVII століття, розташовувалась на трикутному мисі (нинішня територія стадіону «Колос») — узвишші на правому боці річки Говтви та її притоки. У XVII столітті захисні огорожі фортеці складалися із земляного валу та рову, дерев'яних огорож та башт. Втратила своє значення у другій половині XVIII століття.
1666 року, коли гетьманом був Петро Дорошенко, Московія вела таємні від України переговори в селі Андрусові про мир з Річчю Посполитою й таким чином порушила Переяславську угоду з Богданом Хмельницьким. За так званою Андрусівською угодою 13 січня 1667 року, Річ Посполита встановлювала з Москвою перемир'я на 13 років. Лівобережна Україна залишалася під Московією, а Правобережна — під Річчю Посполитою. Київ залишався під Москвою на два роки, а Запорожжя мало перейти у спільне володіння Речі Посполитої та Московського царства. Петро Дорошенко й більшість старшин розцінили це як зраду з боку Московського царства й вирішили укласти союз із Османською імперією проти Речі Посполитої]. На раді в Чигирині у січні 1668 року було ухвалено не визнавати зверхність ані московського царя, ані польського короля, а віддатися під протекцію османського султана. Водночас султан, ведучи дипломатичну гру, пообіцяв підтримку й лівобережному гетьманові Іванові Брюховецькому, відвертому прихилькові московського царя. Очевидно, султан чекав, хто з обох гетьманів візьме гору. Брюховецького не підтримували козаки й старшина, тому коли на початку літа 1668 року Дорошенко зайняв Решетилівку й підійшов до Опішні, де стояв табором Іван Брюховецький, козаки збунтувалися проти промосковськи налаштованого гетьмана і стратили його, а Дорошенка проголосили гетьманом обох сторін Дніпра. Сталося це 8 червня й за сприятливих обставин могло змінити долю України. Проте непевність позиції татар, а також промосковська політика наказного лівобережного гетьмана Дем'яна Многогрішного, гетьмана Івана Самойловича і грабіжницькі дії союзників турків — татар на території України спричинили поразку планів Дорошенка, зречення ним булави 19 вересня 1676 року й заслання в Ярополче під Москвою. Решетилівка 1669 р. перейшла остаточно до лівобережного гетьмана Дем'яна Многогрішного.
Наприкінці 1708 — початку 1709 року решетиляни чинили опір шведським військам. 3 березня 1709 року і до початку Полтавської битви Решетилівка та її укріплена  фортеця була захоплена шведами і перетворена на головний опорний пункт — командир генерал-майор Крейц. 8 липня 1709 року на полі Полтавської битви решетилівські козаки у складі Полтавського полку, під загальним командуванням Семена Палія діяли у складі московської армії. З 13 по 19 липня 1709 року московська армія на чолі з Петром І стояла табором у Решетилівці. Звідси цар розіслав низку державних указів, серед них так звані «Решетилівські статті», якими підтверджувалися привілеї козацької сторони, за нею зберігалася адміністративно-судова влада на Лівобережжі та деякі інші привілеї, але разом з тим посилювалася залежність гетьманського управління від царського уряду.
1729 року гетьман Данило Апостол пожалував Решетилівку полтавському полковникові В. В. Кочубею. 1786 року Катерина II подарувала Решетилівку, а разом з нею і кріпаків відомому державному діячеві, дійсному статському радникові В. С. Попову (1742—1822).
Окрасою решетилівського маєтку був двоповерховий палац у ранньокласичному стилі з 25 залами, а також чудовий садово-парковий ансамбль, мізерні залишки якого простежуються і зараз. Там влаштовуються гучні бали, театральні дійства, катання на човнах по водяних каналах. Було створено унікальну бібліотеку, яка налічувала 20 тис. томів російською та іноземними мовами. Серед них цінні стародруки, договори, рукописи, які потім лягли в основу університетських книгозбірень Одеси, Києва та Санкт-Петербурга. Нині на місці маєтку розташовуються стадіон, автостанція та маслозавод.
Розташоване на перехресті тодішніх державних і торгових шляхів містечко швидко розвивалося, величезних розмірів досягали ярмарки, що відбувалися шість разів на рік. На той час Решетилівка стала важливим духовним центром Полтавщини.
З 1768 року тут перебувало духовне правління (протопопія), діяло 6 церков. Остання — церква Успіння Пресвятої Богородиці — була споруджена у 1746—1749 роках коштом уродженця Решетилівки — архімандрита Арсенія Могилянського, на місці старої дерев'ної церкви, що згоріла раніше під час пожежі. 1754 року поруч з церквою споруджено чотириярусну дзвіницю. Разом церква та дзвіниця були першими кам'яними спорудами містечка. До сьогодні будівлі церков не збереглися, оскільки були зруйновані у 1920-х роках.

### ХІХ століття
Влітку 1845 року Решетилівку відвідав Тарас Шевченко, що вразила його великою кількість церков. Згадки про Решетилівку є в його повісті «Близнюки» — «У Решетилівці церков десять, я думаю буде». Із семи пам'яток церковної архітектури не збереглося жодної, всі вони були знищені в роки радянської влади.
У Решетилівці Тарас Шевченко як художник — член Археологічної комісії 7 і 9 липня виконав для видання  «Живописна Україна» два малюнки тушшю, сепією та аквареллю «У Решетилівці».
За даними станом на 1859 рік, у власницькому та козацькому містечку, центрі Решетилівської волості Полтавського повіту Полтавської губернії, мешкало 4636 осіб (2211 чоловічої статі та 2425 — жіночої), налічувалось 891 дворове господарство, існували 6 православних церков, єврейський молитовний будинок, станова квартира, козацьке приходське училище, богодільня, економічний лазарет, волосна та сільська управа, поштова станція, фабрика та 4 заводи, відбувалось 4 ярмарки на рік та базари..

### ХХ століття
1905 року була утворена ткацька майстерня, яка 1922 року перетворена на артіль. З неї, 1960 року, постала фабрика мистецьких виробів зі школою майстрів. Виробництво декоративних тканин: доріжок, скатертин, килимів, вишиваних рушників, сорочок, прикметних своєю декоративністю і яскравістю барв. З Решетилівки походить унікальний, особливо складний, тип вишивки — білим по білому. Решетилівські вироби експонуються на міжнародних виставках й експортуються головно до сателітних країн. З переходом на фабричне виробництво якість цих виробів занепала: на зміну первісній органічності народного мистецтва прийшов штамп, подекуди зумовлений пропагандивними вимогами кітчу.
Через Полтавщину і зокрема Решетилівку, здійснював свої рейди Нестор Махно, який мав опорні бази в хуторах навколо Решетилівки, постачав  зброю місцевим повстанцям. Після проголошення 20 листопада 1917 року Української Народної Республіки Решетилівка увійшла до її складу. Проте у січні 1918 року, під час Україно-московської війни 1917—1918 рр., Решетилівку зайняли окупаційні московські війська групи Михайла Муравйова. 26 березня 1918 року Решетилівку звільнила Окрема Запорозька бригада Армії УНР. Цього ж дня у Решетилівці нетривалий час розташувався штаб бригади з її командиром Олександром Натієвим.
25 листопада 1918 року, під час Протигетьманського повстання, до Решетилівки прибула кінна чота Чорних Запорожців Петра Дяченка Армії УНР і зупинилася там на ночівлю. У Решетилівці до чоти приєдналися 50 повстанців на своїх конях і чота перетворилася на сотню.
У січні 1919 року в Решетилівці з каракулю решетилівських овець було пошито шапки для всього Кінного полку Чорних Запорожців Армії УНР. Наприкінці січня 1919 р. Решетилівку знову окупували московські війська.
15 червня 1921 року головнокомандувач військами України і Криму Михайло Фрунзе та його заступник Г. П. Ейдеман прибули на станцію Решетилівка. Відбулася сутичка з махновцями, в ході якої Михайла Фрунзе було поранено. На місці сутички після смерті Фрунзе встановили невеликий пам'ятний знак.
Найжахливішою сторінкою в історії українського народу, сумним наслідком сталінського тоталітаризму, стали трагедія Голодомору 1932—1933 р.р. в Україні. Пошукові загони учнів та учителів Решетилівщини, які протягом 1993—2008 р.р. збирали матеріали для «Національної книги пам'яті жертв Голодомору 1932—1933 років в Україні» встановили імена 2679 осіб померлих від голоду.
1938 року Решетилівка отримала статус селища міського типу.
У середині вересня 1941 року Решетилівка стала одним із важливих опорних пунктів в обороні Полтави. Бої частин 81-ї, 169-ї, 212-ї, 300-ї стрілецьких, 3-ї, 14-ї — танкових бригад, інших частин Південно-Західного фронту, Козельщанського і Решетилівського винищувальних батальйонів, чисельністю близько 300 осіб тривали з 16 по 25 вересня. 22 вересня 1941 року Решетилівка була окупована німецькими військами. З перших днів окупації почалися розстріли радянських громадян, які не хотіли коритися ворогові. У гітлерівських  застінках загинули активісти селища Д. П. Плужник, Я. В. Закарлюка, І. Г. Фесенко, О. Ф. Шкурупій, М. І. Черкун.
У Решетилівці, у приміщенні середньої школи, окупанти створили табір для військовополонених, де утримувалося 400—500 осіб, а колишній районний будинок культури пристосували під збірний пункт, де перебувала молодь, призначена до відправки у Німеччину. Через нього пройшло 1264 юнаків і дівчат. 15-річний школяр О. К. Василенко з Решетилівки, щоб допомогти молоді втікати зі збірного пункту, кілька разів вночі непомітно розрізав колючий дріт, яким був обнесений будинок культури. 3 червня 1943 року при черговій спробі розрізати дріт, Олексій Василенко був убитий гітлерівцями.
22-25 вересня 1943 року тривали запеклі бої між німцями та воїнами 20 стрілецького корпусу генерал-лейтенанта М. І. Бірюкова, 5-ї та 7-ї гвардійських повітрянодесантних дивізій, 53-ї авіадивізії далекої дії, 121-го гвардійського окремого батальйону зв'язку. Решетилівка була звільнена 23 вересня 1943 року.

### XXI століття

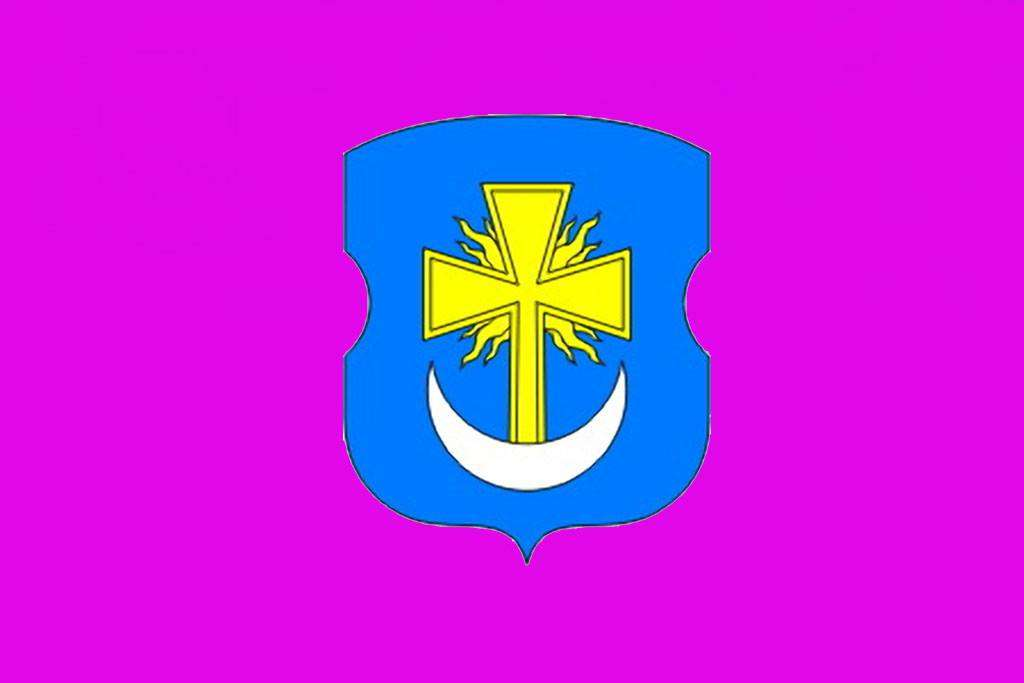
Прапор Решетилівки, затверджений рішенням 35-ї сесії Решетилівської міської ради 7-го скликання від 05.06.2020 № 1010-35-VII

16 серпня 2016 року утворена Решетилівську селищну ОТГ з центром у Решетилівці.
7 листопада 2017 року Верховна Рада України прийняла постанову про віднесення Решетилівки до категорії міст районного значення.
18 листопада 2017 року в Решетилівці освячено храм УПЦ КП на честь Успіння Пресвятої Богородиці.
5 червня 2020 року на пленарному засіданні чергової сесії Решетилівської міської ради офіційно затверджено Герб та прапор міста Решетилівка. У цей же день прийнято нову дату святкування Дня Міста. Відтепер це 1 травня.
19 липня 2020 року, в результаті адміністративно-територіальної реформи та ліквідації Решетилівського району, місто увійшло до складу Полтавського району.
1 лютого 2025 року в Решетилівці-стався землетрус магнітудою 3,67 за шкалою Ріхтера .

## Населення
| 1966 | 10 100 | 1986 | 8 800 | 1989 | 9 552 | 2001 | 9 457 |
| 2006 | 9 336  | 2007 | 9 297 |      |       | 2015 | 9 385 |
|      |        |      |       |      |       |      |       |

### Мова
Розподіл населення за рідною мовою за даними перепису 2001 року:
| Мова            | Кількість | Відсоток |
| --------------- | --------- | -------- |
| українська      | 9093      | 96.70%   |
| російська       | 260       | 2.77%    |
| вірменська      | 17        | 0.18%    |
| білоруська      | 14        | 0.15%    |
| угорська        | 1         | 0.01%    |
| інші/не вказали | 18        | 0.19%    |
| Усього          | 9403      | 100%     |

## Говірка

### Класифікація
Українська мова, південно-східне наріччя, лівобережний середньонаддніпрянський говір, центральнополтавська говірка.

### Наукове вивчання

#### XX сторіччя
Решетилівську говірку (№ 664 1-го тому) структурно описує «Атлас української мови», том 1-й і 3-й (некартографовані матеріали). Експедицію у 1954 році провів Литовченко О. І.

#### Інтернет-дослідження
2018 року у соціальній мережі Facebook створено групу «Решетилівська говірка. Наукове вивчення», що присвячена вивченню решетилівської говірки.

### Пам'ятки природи
Решетилівщина має ряд цінних пам'яток природи.
Сучасна природно-заповідна мережа Решетилівської міської ради складається  з  «Гарячківського лісу», «Щербаки», «Дубина».
«Гарячківський ліс» — ландшафтний заказник місцевого значення. Він розташований на околицях сіл Прокопівки та Білоконі, с. Підгорянка, яка межує з територією Решетилівського лісництва — 222,6 га. Являє собою цілинну ділянку р. Говтва з фрагментами степової рослинності та нагірними дібровами з типовими заплавними ділянками та багатим різноманітним рослинним і тваринним світом.

## Транспорт
Околицею міста проходять автошляхи М03E40 та Н31.
Автостанція Решетилівка (вул. Шевченка, 5) — єдина пасажирська автобусна станція міської громади. Декілька років тому Решетилівка мала дві автостанції — одну у центрі міста, яка функціонує і понині, другу — вздовж автомобільного шляху М03E40 Київ — Харків (будівля автостанції із зупинкою залишилися, деякі автобуси зупиняються на вимогу, проте сама станція не працює). Автостанція обслуговує приміські та міжміські автобусні маршрути у Полтавському, Кременчуцькому, Шишацькому напрямками.
Через місто курсує автобус міжобласного сполучення Миргород — Дніпро, який на автостанцію не заїжджає. Автостанція обслуговує на міжміських маршрутах переважно транзитні автобуси.
З Решетилівки є можливість дістатися до наступних населених пунктів Полтавщини: Баранівка (через Шишаки), Глобине (транзитний автобус на Кременчук), Горішні Плавні (колишній Комсомольськ), Градизьк (транзитний автобус на Кременчук), Диканька, Кременчук, Полтава. Найкраще сполучення місто має із обласним центром (щоденно більше 10 рейсів). Скориставшись зупинками вздовж автошляху Київ-Харків, можна доїхати до Великої Багачки, Карлівки, Кобеляк, Лубен, Миргорода, Нових Санжар, Оржиці, Пирятина, Семенівки, Хоролу, Чорнух, Чутового.
По громаді пасажири можуть доїхати до таких сіл: Бакай, Березняки, Білоконі, Братешки, Ганжі, Глибока Балка, Демидівка, Дружба, Каленики, Капустяни (Фрунзівка), Колотії, Кривки, Лиман Другий, Лиман Перший, Лобачі, Лучки, Малий Бакай, Миколаївка, Михнівка, Молодиківщина, Мушти, М'якеньківка, Нова Диканька, Нова Михайлівка, Онищенки, Паненки, Пасічники, Паськівка, Пащенки, Піщане, Плоске, Покровське, Потеряйки, Потічок, Пустовари, Сені, Сухорабівка, Тури, Федіївка, Хрещате, Шамраївка, Шевченкове, Шилівка, Шкурупії, Шрамки. Деякі рейси виконуються по днях.
Залізнична станція Решетилівка розташована за 11 км у селищі Покровське (до 2016 року — Жовтневе). Обслуговує переважно приміські електропоїзди за київським та полтавським напрямками (на Полтаву, Огульці, Ромодан, Гребінку).

## Підприємства
Найбільші промислові підприємства району: ВАТ «Решетилівський маслозавод», ВАТ «Решетилівський цегельний завод», ТОВ «Агротехсервіс». У місті розташовано хлібозавод, м'ясокомбінат, кілька дрібніших підприємств.
Важливу роль у розвитку сільськогосподарського виробництва краю відіграли машинно-тракторні станції. Друга Решетилівська МТС була створена у січні 1943 року.
Здавна Решетилівка була одним з центрів ткацтва, килимарства та вишивки, вироби решетилівських майстрів відомі в усій Україні. Особливо цінувалися решетилівські смушки (овеча вовна).
1905 року, в колишній садибі поміщиці Хрипунової, яку придбало Полтавське губернське земство, був створений ткацький навчально-показовий пункт, а з 1912 року — майстерня. У 1922 р. на базі майстерні утворилася художньо-промислова артіль «Троянда» з двома цехами — ткацьким і вишивальним, перейменована в 1926 році в артіль імені Клари Цеткін. 1960 року артіль реорганізовано у фабрику художніх виробів, яка відзначалася високими технічними можливостями й художньою майстерністю. Вироби решетилівських ткачів, килимарниць, вишивальниць експонувалися на багатьох республіканських, всесоюзних та міжнародних виставках народного мистецтва. Народні майстри ткацтва Решетилівки Л. Товстуха, Н. Бабенко, Д. Єфремова та Г. Бондарець були удостоєні Шевченківської премії (1986).
На західній околиці Решетилівки розташований килимовий цех фабрики художніх виробів, у комплексі з іншими промисловими спорудами. ЦК двоповерхове цегляне приміщення, споруджене 1967 року на місці старих будівель.

## Соціальна сфера міста

###### Дошкільні навчальні заклади
- Дошкільний навчальний заклад «Ромашка»;
- Решетилівський ЗДО "Соняшник".

###### Загальноосвітні навчальні заклади
- Опорний заклад «Решетилівський ліцей імені І. Л. Олійника Решетилівської міської ради»;
- Решетилівська початкова школа.

###### Позашкільні навчальні заклади
- Центр туризму, краєзнавства, спорту та екскурсій учнівської молоді Решетилівської міської ради;
- Будинок дитячої та юнацької творчості Решетилівської міської ради;
- Дитячо-юнацька спортивна школа.

###### Професійні навчальні заклади
- ДНЗ «Решетилівський професійний аграрний ліцей імені І. Г. Боровенського»;
- Художній професійний ліцей.

###### Медичні заклади
- Центральна лікарня Решетилівської міської ради;
- Центр первинної медико-санітарної допомоги Решетилівської міської ради;
- приватні лікарські та стоматологічні кабінети.

###### Соціальний захист
Центр надання соціальних послуг Решетилівської міської ради

###### ЗМІ і видавнича справа
- «Решетилівський вісник» — Решетилівська районна україномовна суспільно-політична газета;
- Решетилівщина.ua — газета Решетилівської територіальної громади;
- ReLIFE FM — Решетилівська місцева радіостанція.

## Культура

###### Заклади культури
- Міський Будинок культури,
- 2 клуби (в мікрорайонах «Цибулівка» та «Новоселівка»),
- Решетилівська міська бібліотека,
- Решетилівський краєзнавчий музей
- Музей історії школи при Решетилівській гімназії ім. І. Л. Олійника
- Центр культури і дозвілля «Оберіг»,
- Дитяча школа мистецтв
- Меморіал солдатської слави
- Майстерня художніх виробів
- Всеукраїнський центр вишивки та килимарства

###### Пам'ятки
- Кургани Решетилівки (відомі з ХХ століття);
- Пам'ятник-погруддя Тараса Шевченка. Встановлено у центральній частині Решетилівки навпроти районного Будинку культури (1967 рік). Автори — скульптор Мовчун П. Ф., архітектор Гайдученя Я. О.;
- Братська могила учасників встановлення радянської влади, де покоїться прах 6 бійців партизанського загону Якова Огія, які загинули у березні-листопаді 1918 року та у червні-грудні 1919 року. У цій могилі похований і перший голова Решетилівського волревкому Блошенко М. І.;
- Пам'ятник легендарному кошовому отаману Івану Сірку, встановлений місцевою козацькою організацією біля ЗАТ «Агротехсервіс».
- Пам'ятний знак жертвам Голодомору 1932—1933 рр. та політичних репресій 1920 — поч. 1950 рр. «Люди будьте розсудливі, не допустіть трагедій на рідній землі!» таким є текст книги на стелі рожевого граніту у парку Решетилівки у 1993 році за проєктом місцевого архітектора С. Г. Шаратіна.
- Пам'ятний знак на честь воїнів 3-ї окремої танкової бригади, яка у вересні 1941 р. вела важкі оборонні бої з німецькими військами в північній частині селища. Автором проєкту цього знаку був ветеран танкової бригади В. М. Колесник (1984 р.)
- Пам'ятник-бюст Альоші Василенку, розстріляному фашистами у 1943 році на місці де він загинув споруджений пам'ятник роботи скульптора М. Г. Когана, а на його могилі у південній частині кладовища «На Пісках» встановлено обеліск (1974 р.)
- Пам'ятний знак дніпровцям, споруджений на території художнього професійного ліцею 2003 року в пам'ять про сотні решетилівських юнаків-чорносвитників, яких після вигнання нацистських окупантів у вересні 1943 року, командування Червоної армії без належного вишколу та зброї кинуло на форсування Дніпра, прирікши на смерть. Автор проєкту — народний художник України, лауреат Національної премії ім. Тараса Шевченка, почесний громадянин міста Решетилівка Л. С. Товстуха.
- 22 червня 2003 року у Решетилівці був урочисто відкритий пам'ятник на честь воїнів, вихідців із Решетилівського району, які служили у складі обмеженого контингенту радянських військ у Демократичній Республіці Афганістан. Він встановлений у центрі селища, на перетині вулиць Леніна і Паризької Комуни, і являє собою  червоно-чорний гранітний обеліск, який символізує вічну скорботу, із зображенням представників різних родів військ — піхотинця, танкіста, льотчика та військової техніки, а також символу виконання обов'язку та лаврового вінка доблесті. Автор проєкту — художник В. І. Деркач, скульптор С. П. Бородай.
- 2006 року споруджено Алею Героїв. Вона являє собою встановлені на постаментах з рожевого граніту меморіальні дошки сірого граніту з портретними зображеннями Героїв Радянського Союзу, кавалерів трьох ступенів орденів Слави, а також п'ятьох Героїв Соціалістичної Праці з Решетилівщини.
- Меморіальні дошки на честь учасників бойових дій у Афганістані Віталія Пустовара та Ігоря Веклича. Меморіальні дошки встановлені на приміщеннях середньої школи (нині гімназія імені І. Л. Олійника), де навчались І. М. Веклич і В. П. Пустовар та ПТУ № 52 (нині — аграрний ліцей), яке закінчив І. М. Веклич.
- У центрі селища, біля приміщення Решетилівського районного відділення поліції, у березні 2002 року — відкрито пам'ятний знак загиблим правоохоронцям — лейтенанту Андрію Чмиру (1962—1990)  і старшому лейтенанту Олександру Черкасу (1961—1991). Перший загинув при затриманні злочинців, другий — при виконанні службових обов'язків, пов'язаних з несенням служби по охороні громадського порядку. Пам'ятний знак являє собою обеліск з чорного лабрадориту із зображенням жінки у траурному вбрані і хлопчика з букетом квітів і пам'ятним написом.
- На честь  механізаторів машинно-тракторної станції по Великотирнівській вулиці встановлений на металевому постаменті пам'ятний знак — трактор ХТЗ. На постаменті закріплена металева таблиця з пам'ятним записом «Заслужил ты честь и славу трактор-дедушка по праву. Слава механизаторам».
- 2009 року, на честь мешканців міста, які брали участь у ліквідації аварії на Чорнобильській АЕС та всіх хто став жертвами чорнобильської трагедії встановлений пам'ятний знак. Він встановлений у центральній частині селища, біля  райвійськкомату на вулиці Шевченка, 23. Автор проєкту — архітектор О. В. Приходько.
- 23 вересня 2010 року відбулося відкриття пам'ятного знаку І. Г. Боровенському — лідеру Решетилівської перебудови 1980-х років, Почесному громадянину Решетилівщини. Він розташований на вулиці Покровській, 19 між будинками райдержадміністрації та Центру культури і дозвілля «Оберіг». Пам'ятний знак являє собою масивну гранітну брилу з горельєфом. Авторами проєкту і виконавцями є архітектор О. В. Приходько, скульптори І. Л. Геращенко та М. К. Посполітак.

#### Спорт
2019 року в місті створений чоловічий волейбольний клуб «Решетилівка».
Є фізкультурно-оздоровчий реабілітаційний комплекс «Колос», який реконструюють у рамках програми «Велике будівництво».

## Відомі особи

###### Відомі уродженці
- Андрусенко Дмитро Васильович — український майстер бандури, диригент, бандурист, педагог, організатор і диригент капели бандуристів (у Сумах).
- Арсеній (Могилянський) (в миру Олексій Васильович Могилянський) — релігійний діяч, митрополит Київський, Галицький і всієї Малої Росії (1757–1770).
- Асаул Анатолій Миколайович (* 1948) — заслужений будівельник РФ, заслужений діяч науки РФ, професор, доктор економічних наук.
- Бабенко Олександр Олексійович — майстер килимарства, член Національної спілки художників України.
- Біленький Іван (1894 — ?), кошовий отаман, ватажок повстанського загону, що боровся у 1920—1921 роках проти більшовицько-московського терору на території Полтавщини;
- Бондарець Ганна Савівна — килимарниця, лауреатка Шевченківської премії 1986 року;
- Васильєв Олександр Вікторович (1959 р.н.) — поет, музикант, співак. Збірка віршів, що видана 2012 року у видавництві «Курсор», налічує 72 тексти українською та російською мовами. (Васильев А. В. Для тех, кто рядом. Сборник песен и стихов — Харьков: Курсор, 2012. — 92 с.)
- Григорій Стороженко — єпископ УАПЦ. Народився у Решетилівці 1881 р. в селянській родині. Репресований НКВС у 1937 р.
- Дереч Дмитро Григорович (1914—2007) — український письменник.
- Дмитренко Олексій Максимович  — український письменник, публіцист. Лауреат Державної премії України ім. Т. Г. Шевченка.
- Єфремова Домна Федосіївна — українська килимарниця, заслужена майстриня народної творчості УРСР (1982), лауреат Державної Премії УРСР імені Тараса Шевченка (1986)[20].
- Закарлюка Микола Володимирович (1977—2015) — молодший сержант Збройних сил України, учасник російсько-української війни.[21]
- Зленко Ганна Кузьмівна (1894—1949) — українська вишивальниця.
- Данило Оверченко (народився в Решетилівці, роки життя невідомі) — учитель Решетилівської земської школи, отаман, ватажок повстанського загону у Решетилівці, що боровся в 1920 році проти московсько-більшовицьких військ.
- Пільгук Іван Іванович  — український письменник, педагог та літературознавець.
- Педько Юрій Валерійович — полковник Міністерства внутрішніх справ України, учасник російсько-української війни.
- Твердохліб Маргарита Геннадіївна (* 1991) — українська легкоатлетка, стрибунка в довжину.
- Тисаревський Юрій Тимофійович — підполковник Армії УНР.
- Труховська-Ванєєва Домініка Василівна — діячка революційного руху в Російській імперії, член Союзу боротьби за визволення робітничого класу.
- Шеренговий Петро Захарович (1924—2016) — український селекціонер, сортовипробувальник, фітопатолог, кандидат біологічних наук.
- Ямниченко Іван Мусійович — український геолог, доктор геолого-мінералогічних наук (з 1971). Лауреат Державної премії УРСР у галузі науки і техніки (1976).

###### Відомі діячі
- Бабенко Надія Несторівна  — художник декоративного мистецтва у галузі художнього ткацтва. Заслужена майстриня народної творчості УРСР, лауреат Державної Премії УРСР імені Тараса Шевченка[22], член спілки майстрів народного мистецтва.
- Боровенський Іван Григорович (1939—2008) — український господарник, почесний громадянин Решетилівського району.
- Іпатій Ніна Іванівна — заслужена майстриня народної творчості України;
- Товстуха Леонід Самійлович — народний художник України, лауреат Національної премії імені Т. Г. Шевченка. Директор Решетилівської фабрики художніх виробів. З 2006 року — почесний громадянин Решетилівки.
- Афанасій (світське ім'я: Шкурупій Володимир Михайлович) — український прозаїк і священник. Член Національної спілки письменників України. Преосвященний єпископ Харківський та Ізюмський (ПЦУ), прийняв постриг 2005 року[23].

###### Перебували
- Влітку 1845 року Решетилівку відвідував Тарас Шевченко, де він намалював до видання  «Живописна Україна» два малюнки тушшю, сепією та аквареллю «У Решетилівці». Згадки про Решетилівку є і в його повісті рос. «Близнецы».

###### Дослідники
- М. Є. Макаренко — український археолог та дослідник старожитностей Полтавщини (початок ХХ століття).
- В. Г. Ляскоронський — відомий український археолог і історик (початок ХХ століття).
- М. І. Арандаренко — полтавський історик.

##### Поховані
- Хомяков Віктор Олександрович (1992—2022) — солдат Збройних сил України, учасник російсько-української війни, що загинув під час російського вторгнення в Україну.

## Світлини

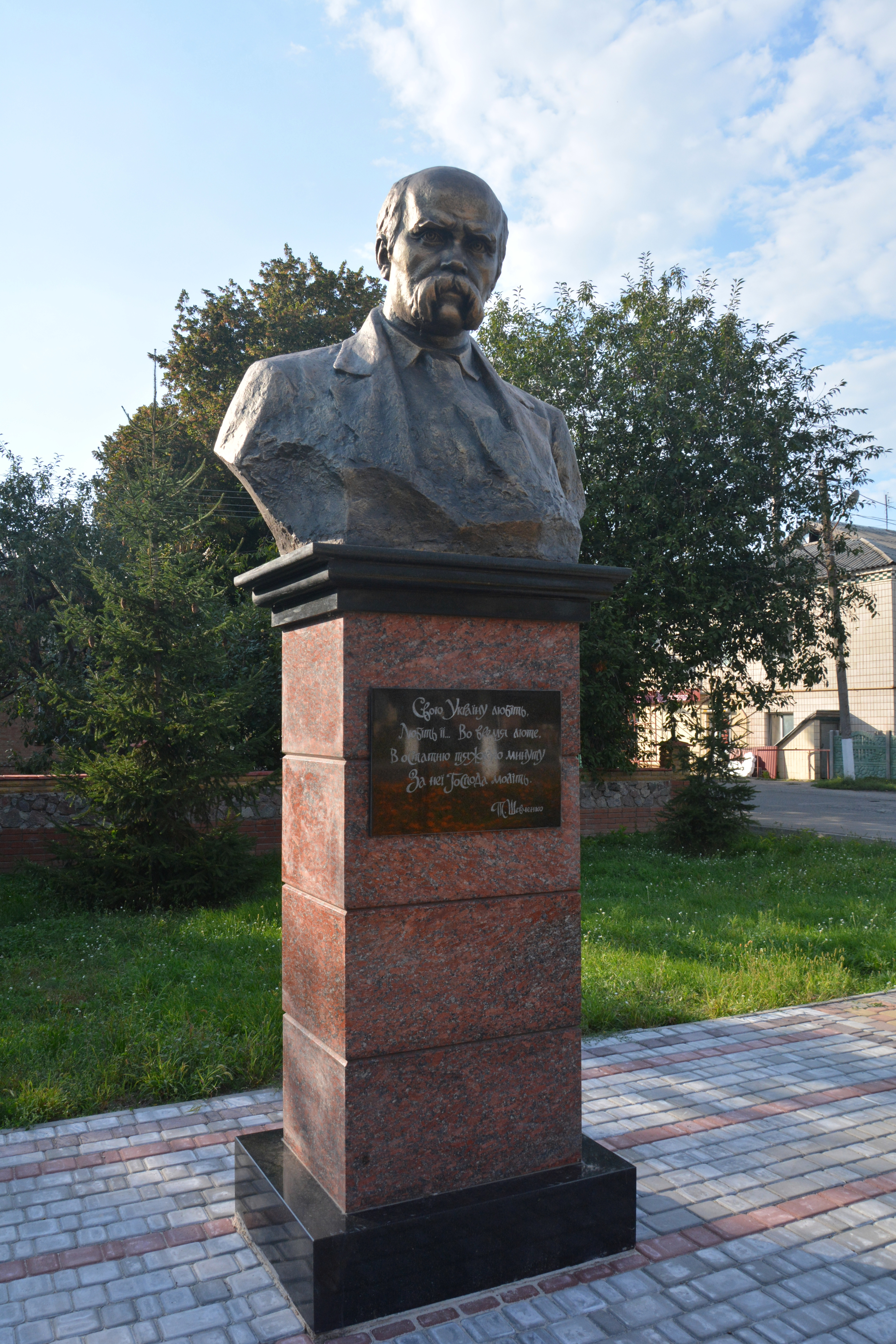
Пам'ятник Тарасові Шевченку
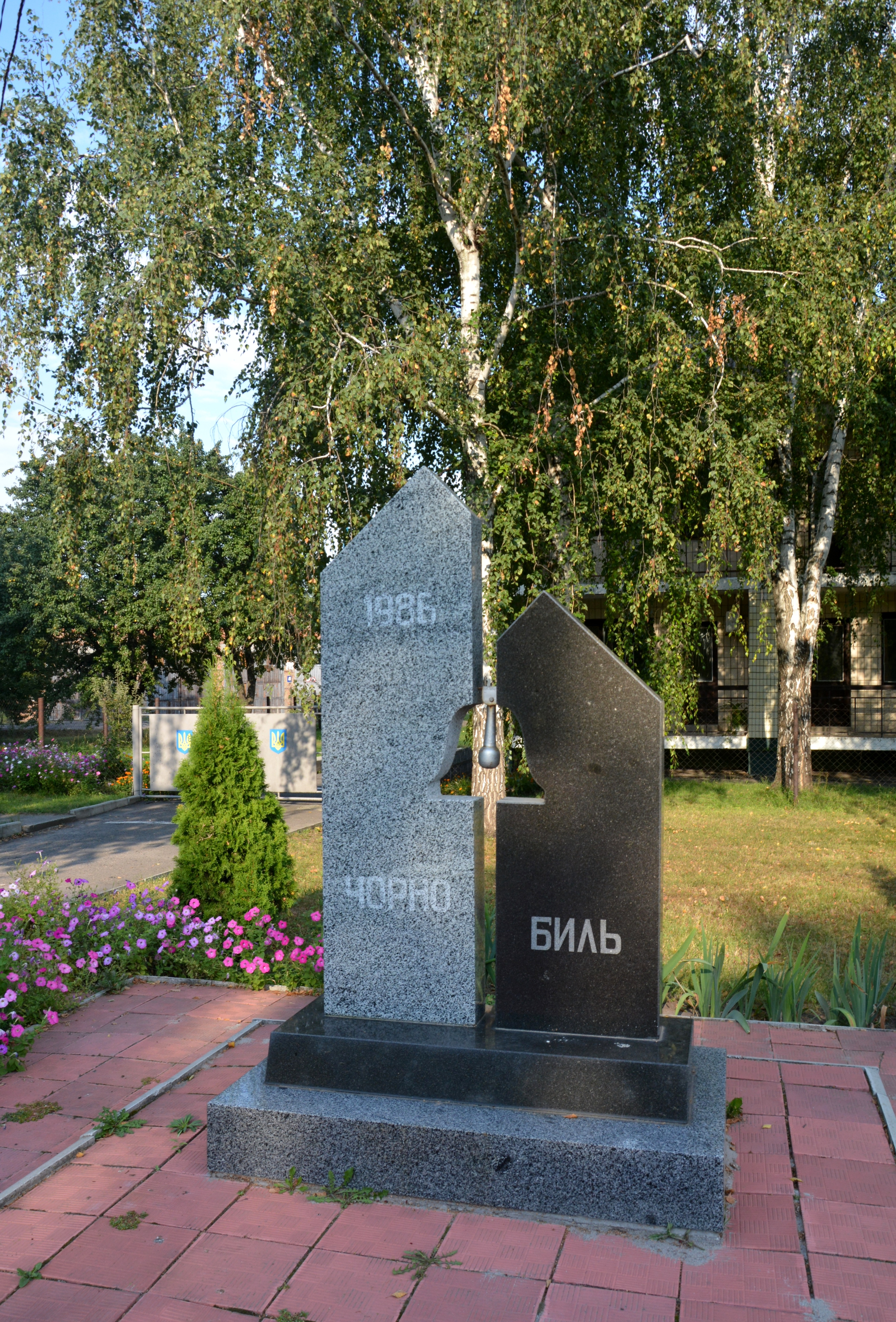
Пам'ятник ліквідаторам аварії на ЧАЕС
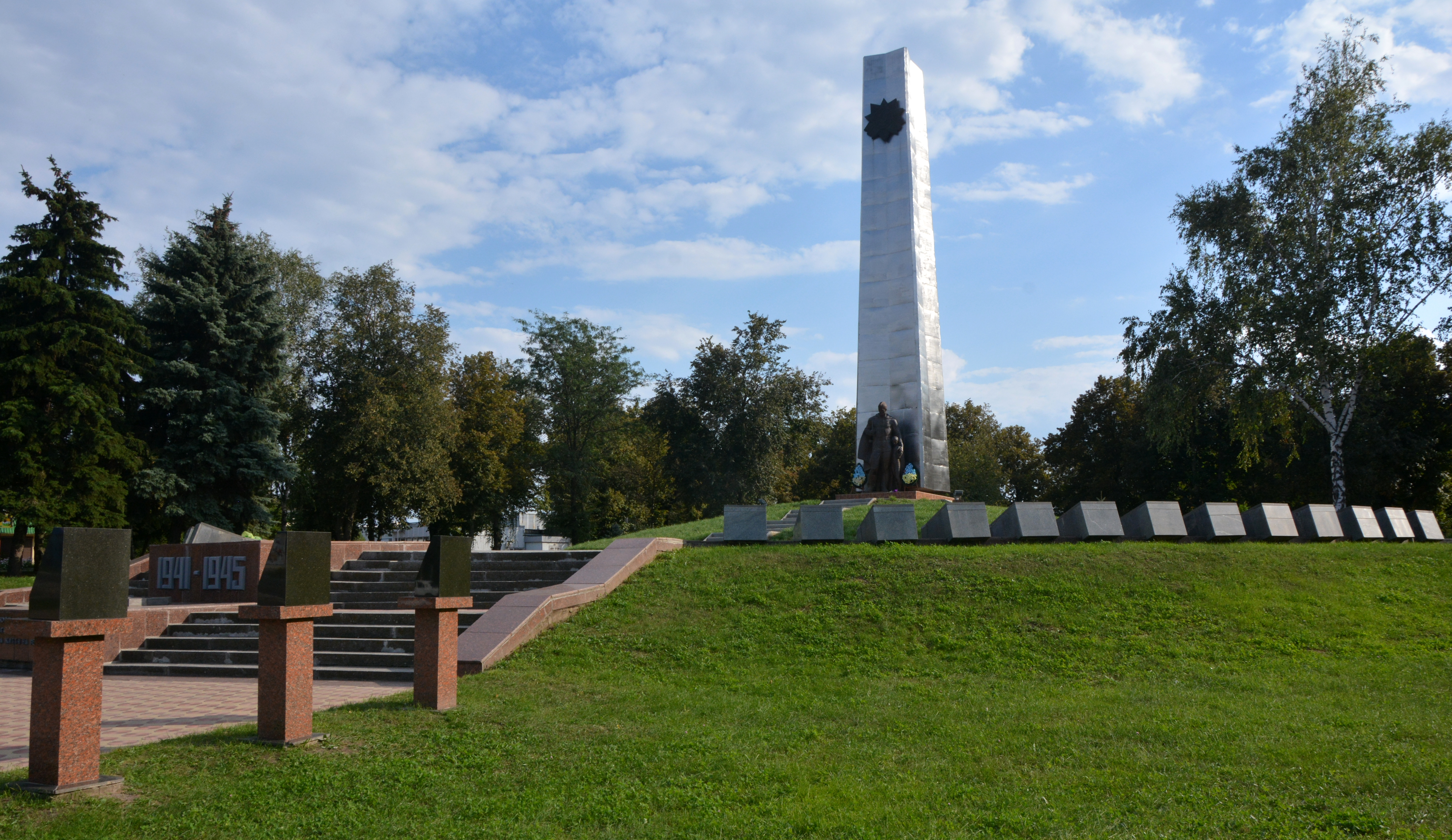
Братська могила воїнів
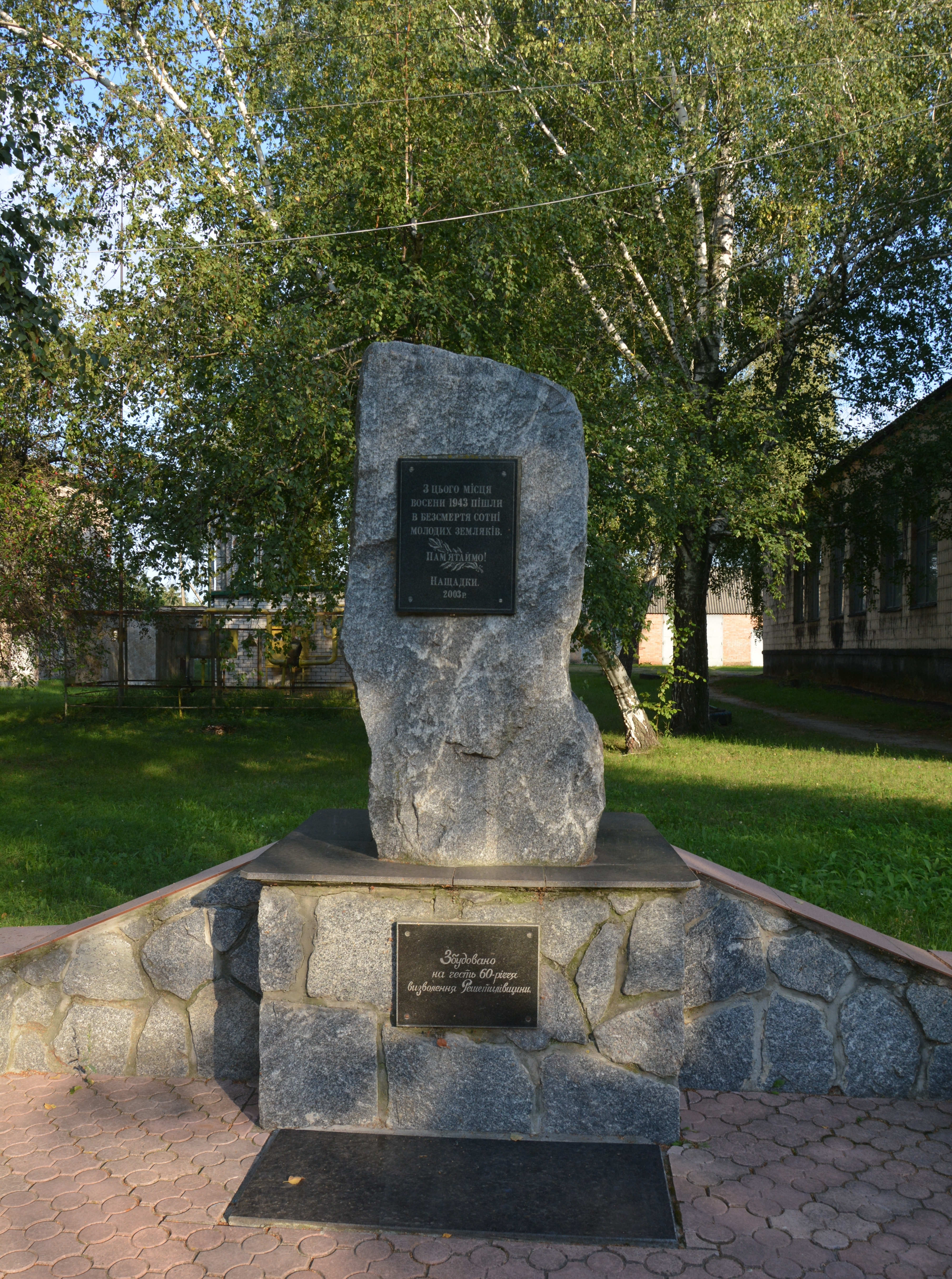
Пам'ятний знак на честь 60-річчя визволення Решетилівки